# Yaphet Kotto
Yaphet Frederick Kotto (New York City, 15 novembre 1939 – Manila, 15 marzo 2021) è stato un attore statunitense.

## Biografia
Afroamericano di New York, nacque nel 1939, figlio di Avraham Kotto e Gladys Marie; i suoi genitori divorziarono quando lui aveva 3 anni.
Kotto si formò artisticamente sui palcoscenici teatrali e iniziò negli anni sessanta a ottenere ruoli cinematografici di personaggi problematici e negativi.
Figura imponente e scattante, ebbe successo come nemesi di James Bond in Agente 007 - Vivi e lascia morire (1973), e nei panni del dittatore ugandese Idi Amin Dada nel film d'azione I leoni della guerra (1977), dopodiché ebbe l'occasione di interpretare ruoli più complessi, come quello dell'operaio che smaschera le malefatte sindacali nella sua fabbrica nel film di denuncia Tuta blu (1978) di Paul Schrader.
Divenne noto anche per altri ruoli cinematografici come quello del meccanico Parker dell'astronave Nostromo in Alien (1979) di Ridley Scott, dell'agente F.B.I. Alonzo Mosely in Prima di mezzanotte (1988) e del ribelle William Laughlin nel thriller di fantascienza L'implacabile (1987).
Durante la sua carriera prese parte anche a numerose serie televisive, a iniziare dagli anni sessanta con il ruolo di un carcerato in un episodio del serial La grande vallata, per poi apparire in Law & Order e Homicide: Life on the Street.
Kotto è morto a Manila nelle Filippine il 15 marzo 2021. Sua moglie ha dato la notizia direttamente su Facebook non rivelando però la causa della morte.

## Vita privata
Si sposò tre volte: la prima dal 1962 al 1975 con Rita Ingrid Dittman, da cui ebbe tre figli. Nel 1975 convolò a nuove nozze con Antoinette Pettyjohn, da cui ebbe altri due figli; il loro matrimonio finì con un divorzio. Dal 12 luglio 1998 era sposato con Tessie Sinahon.

## Filmografia parziale

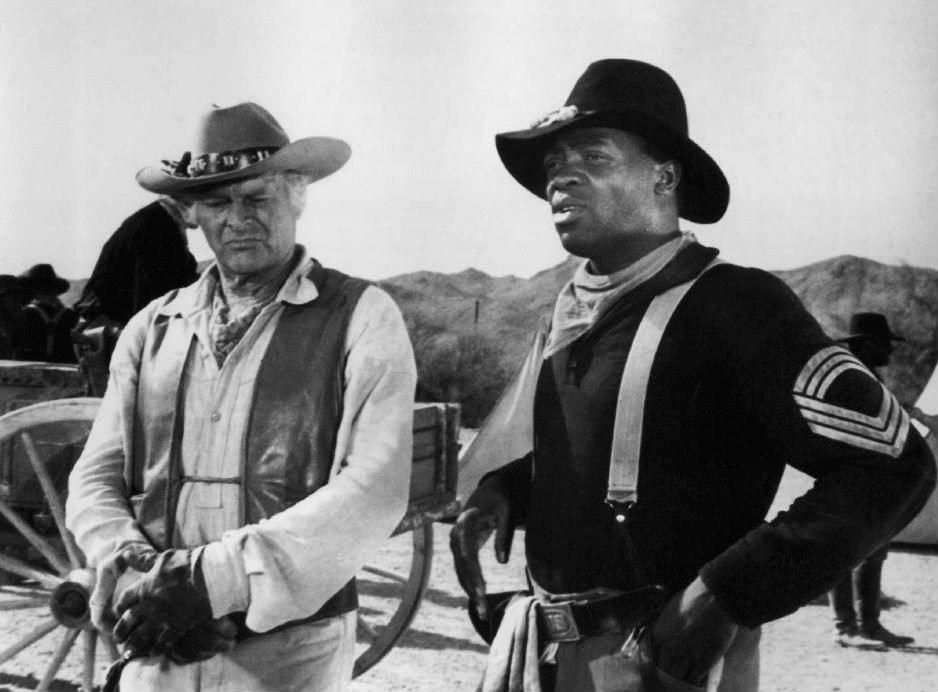
Yaphet Kotto (a destra) con Leif Erickson nel telefilm Ai confini dell'Arizona (1968)

### Cinema
- Nothing but a Man, regia di Michael Roemer (1964)
- Il caso Thomas Crown (The Thomas Crown Affair), regia di Norman Jewison (1968)
- Poker di sangue (5 Card Stud), regia di Henry Hathaway (1968)
- Il silenzio si paga con la vita (The Liberation of L.B. Jones), regia di William Wyler (1970)
- Man and Boy, regia di E.W. Swackhamer (1971)
- Bone, regia di Larry Cohen (1972)
- The Limit, regia di Yaphet Kotto (1972)
- Rubare alla mafia è un suicidio (Across 110th Street), regia di Barry Shear (1972)
- Agente 007 - Vivi e lascia morire (Live and Let Die), regia di Guy Hamilton (1973)
- È tempo di uccidere detective Treck (Truck Turner), regia di Jonathan Kaplan (1974)
- Rapporto al capo della polizia (Report to the Commissioner), regia di Milton Katselas (1975)
- Tra squali tigre e desperados (Sharks' Treasure), regia di Cornel Wilde (1975)
- Assassinio all'aeroporto (Friday Foster), regia di Arthur Marks (1975)
- Drum, l'ultimo mandingo (Drum), regia di Steve Carver (1976)
- The Monkey Hu$tle, regia di Arthur Marks (1976)
- Tuta blu (Blue Collar), regia di Paul Schrader (1978)
- Alien, regia di Ridley Scott (1979)
- Brubaker, regia di Stuart Rosenberg (1980)
- Othello, regia di Liz White (1980)
- Philadelphia security (Fighting Back), regia di Lewis Teague (1982)
- Condannato a morte per mancanza di indizi (The Star Chamber), regia di Peter Hyams (1983)
- Allarme rosso (Warning Sign), regia di Hal Barwood (1985)
- L'implacabile (The Running Man), regia di Paul Michael Glaser (1987)
- Prima di mezzanotte (Midnight Run), regia di Martin Brest (1988)
- Nightmare 6 - La fine (Freddy's Dead: The Final Nightmare), regia di Rachel Talalay (1991)
- Squadra investigativa speciale S.I.S. giustizia sommaria (Extreme Justice), regia di Mark L. Lester (1993)
- Una verità da nascondere (Dead Badge), regia di Douglas Barr (1994)
- Il terrore dalla sesta luna (The Puppet Masters) (1994)
- Ladri per amore (Two If by the Sea), regia di Bill Bennett (1996)
- Witless Protection (Witless Protection), regia di Charles Robert Carner (2008)

### Televisione
- La grande vallata (The Big Valley) – serie TV, episodio 2x11 (1966)
- Tarzan – serie TV, episodio 2x03 (1967)
- Ai confini dell'Arizona (The High Chaparral) – serie TV, episodio 2x10 (1968)
- Bonanza – serie TV, episodio 10x02 (1968)
- I leoni della guerra (Raid on Entebbe), regia di Irvin Kershner – film TV (1976)
- Rage!, regia di William A. Graham – film TV (1980)
- A House Divided: Denmark Vessey's Rebellion, regia di Stan Lathan – film TV (1982)
- A-Team (The A-Team) – serie TV, episodio 1x08 (1983)
- Harem, regia di William Hale – film TV (1986)
- Perry Mason: Morte di un editore (Perry Mason: The Case of the Scandalous Scoundrel), regia di Christian I. Nyby II – film TV (1987)
- La signora in giallo (Murder, She Wrote) – serie TV, episodio 4x08 (1987)
- Terremoto a San Francisco (After the Shock), regia di Gary Sherman – film TV (1989)

## Doppiatori italiani
- Alessandro Rossi in Nightmare 6 - La fine, Homicide - Life on the Street, Ladri per amore, Homicide - The Movie
- Glauco Onorato in Agente 007 - Vivi e lascia morire, Rapporto al capo della polizia, Brubaker
- Ivano Staccioli in Il caso Thomas Crown
- Gigi Pirarba in Poker di sangue
- Giorgio Bandiera in Tuta blu
- Carlo Baccarini in Alien
- Rino Bolognesi in Philadelphia security
- Bruno Alessandro in A-Team
- Massimo Foschi in Condannato a morte per mancanza di indizi
- Paolo Buglioni in L'implacabile
- Pino Locchi in Prima di mezzanotte
- Diego Reggente in Law & Order - I due volti della giustizia